# 中性化
中性化（ちゅうせいか、Carbonation）とは、二酸化炭素によって生じる、鉄筋コンクリートの劣化のひとつ。コンクリートは主成分がセメントであるため内部がアルカリ性であるが、外部からの炭酸ガスの侵入によって中性になると鋼材の不動態被膜が失われ、耐腐食性が低下する。

## 中性化の機構
コンクリートの中性化は、大気中の二酸化炭素(CO2)がコンクリート内に侵入し、炭酸化反応を引き起こすことにより、本来アルカリ性である細孔溶液のphを下げる現象である。中性化はコンクリート表面より進行し、鉄筋などの鋼材位置に達すると、不動態被膜を破壊する。これにより鋼材を腐食させ、腐食生成物の体積膨張により、コンクリートのひび割れ・剥離を引き起こし、耐荷力など構造物の性能低下が生じる。また、ひび割れが発生したコンクリートはさらにCO2の侵入を促すため、中性化によるコンクリート構造物の劣化、雨水等の浸入による鉄筋の腐食を加速させることが知られている。そのほか、湿潤状態より乾燥状態の方が、一般に中性化の進行は早い。
ただし、中性化してもコンクリート自体の強度が低下するわけではないので、無筋コンクリートの場合は問題にならない。
中性化進行の予測式は、
{\displaystyle y=b{\sqrt {t}}}　　y：表面からの中性化深さ (mm)、t：時間 (年)、b：中性化速度係数 (mm/√年)
で表される。

## 予防対策
中性化における設計・施工面からの予防対策としては、中性化速度を遅らせ、構造物の長寿命化を図ることに重点が置かれる。まず、水セメント比の小さい密実なコンクリートは、劣化因子であるCO2の侵入を抑える効果がある。また、養生期間を長く取り、コンクリート表面の乾燥を防ぐことも重要である。
一応、かぶりを大きく取ること、コンクリート表面の塗装を行うことも、中性化による劣化を遅らせ、構造物の延命を図ることができる。ただし、これらの手法は、建設時のコスト増を招くため、構造物の重要度や腐食環境、耐用年数など、求められる性能に応じて適切に選定する必要がある。

## 維持管理

### 初期点検
中性化の進行はコンクリート構造物の施工品質に大きく影響を受けることから、初期の段階で点検を行い、施工記録とともに記録しておくことが維持管理計画にとって重要である。ひび割れや豆板など初期欠陥を有する場合は、ひび割れ注入や断面補修を行い、劣化因子の侵入を防ぐとともに、これを記録しておく必要がある。この結果や、構造物の置かれた環境、使用条件、耐用年数などから維持管理計画を策定する。

### 定期点検・詳細調査
中性化に対する点検は外観検査が基本となるが、中性化がある程度進行し鋼材の腐食が顕在化するまでは、一般に外観上の変状は認められない。詳細に中性化の進行を測定するには、以下の方法がある。
- コア採取・はつり試験による中性化深さ試験
- 電気化学的手法による鋼材の腐食傾向・速度

これらの点検結果から、今後の中性化の進行深さを時間の関数として予測し、要求耐用年数との比較により、必要に応じ補強・補修を行う。

### 劣化対策
中性化による劣化が進行した場合の補修方法として以下の手法がある。
- 表面被覆工法

中性化の進行を食い止めるためコンクリート表面の被覆を行う
- 断面修復工法

中性化したコンクリートを除去・修復する方法。腐食した鉄筋の防錆処理も合わせて行う。
- 再アルカリ化工法

コンクリートに約1A/m2の電流を1週間ほど流し、中性化したコンクリートの再アルカリ化を行う。
その他、補強方法として、鋼板やFRPの接着工法、部材厚の増厚や巻き立て工法、外ケーブルによりプレストレスを与える手法がある。